# Ambachtsheer
Met het begrip ambachtsheer werd in de Lage Landen vanaf ongeveer de 14e eeuw een persoon aangeduid die op basis van feodaal recht heer was over een bepaald gebied. Afhankelijk van gemaakte afspraken met de eigenaar van het gebied, had deze persoon bepaalde rechten en plichten ten aanzien van gebruik en beheer ervan. Welke deze rechten en verplichtingen waren verschilde van heer tot heer en veranderde door de loop der tijd. Het kon gaan om het recht de wateren te bevissen, bebossing te exploiteren, een molen te bouwen als aandrijving voor een zagerij of graanmaalderij, tol te heffen, een markt te organiseren of een beschermingswal om een nederzetting te bouwen. Maar het kon ook gaan om rechten en plichten in bestuur, regelgeving, rechtspraak en handhaving. Bij de plichten ging het vaak om militaire bijstand, het bieden van bescherming aan de mensen die het land bewerkten en betalingen in natura of geld.
Het ging in dit geval om een gebied dat naar plaatselijk gebruik met ambacht werd aangeduid, met als afgeleide woordvorm de ambachtsheerlijkheid. In Nederland bestaat bijvoorbeeld nog de plaats Hendrik-Ido-Ambacht die nu op basis van de Gemeentewet een gemeente is. Ook is Ambachtsheer in varianten als achternaam bekend.
Men noemt de rechten leenrechten omdat deze door de eigenaar van het gebied werden uitgegeven op basis van een juridische constructie die leenstelsel wordt genoemd (Latijn: feodaal stelsel). Deze rechtsfiguur werd eeuwenlang en wereldwijd op verschillende manieren gebruikt door machthebbers/grootgrondbezitters als verdienmodel en als manier om militaire ondersteuning te verzekeren. Wezenlijk aan de constructie is dat er geen eigendom wordt overgedragen, maar rechten verbonden aan eigendom worden geleend. Als de afgesproken looptijd van de lening voorbij was, vielen alle rechten en plichten weer terug aan de eigenaar. Er vond dus ook geen overerving plaats, tenzij dat was afgesproken of daarin werd toegestemd.
Als de persoon een vrouw was had deze de titel ambachtsvrouwe.

## Geschiedenis
Tot in de 19e eeuw kende het platteland van Zeeland, Noord- en Zuid-Holland honderden van zulke feodaal-rechtelijke functionarissen.
Er bestond toen nog geen overheid zoals we dat nu kennen en het bestuur van een gebied was toentertijd structureel anders georganiseerd dan na invoering van de Grondwet. Veel macht over een grondgebied  lag in de hand van één persoon die zonder overleg met bewoners kon beslissen. Het concept van een burger met eigen rechten bestond nog niet. De ambachtsheer/vrouwe kon vergelijkbare taken hebben met die van het huidige ambt van burgemeester (na 1945) en was daarnaast bevoegd tot lagere regelgeving, tot lagere rechtspraak, tot het innen van belastingen en het voordragen en benoemen van mensen in bestuurlijke functies. Samen met andere ambachtsheren of grondeigenaren werden ook praktische zaken geregeld, zoals de aanleg en het onderhoud van wegen, dijken, kanalen, polders en molens. 
Het ambt en de rechten verdwenen na de Franse tijd in Nederland en de rechten werden verdeeld over meerdere nieuwe ambten, zoals dat van burgemeester, wetgever, politie en rechter, gebaseerd op de nieuwe Grondwet volgens het democratische principe van de machtenscheiding of Trias politica. In 1815 herstelde Koning Willem I diverse ambachtsheerlijke rechten - niet zijnde het overheidsgezag - waarvan er tot op heden nog diverse kunnen bestaan. De titel ambachtsheer wordt tot op heden nog gebruikt en als zodanig vermeld in Nederland's Adelsboek en Nederland's Patriciaat.
Het ambachtsheerlijk recht, dat los stond van het eigendomsrecht op de grond, was in eerste instantie niet erfelijk. De rechten die betrekking hadden op onroerende en roerende zaken konden in beginsel niet verkocht worden. De heerlijke rechten die verbonden waren aan het gezag en het bestuur waren eveneens niet overdraagbaar. Door de loop der tijd veranderde dit en kon er wel geërfd worden of doorgeleend, of erfpachtelijke rechten worden verkocht.
Ambachtsheren kwamen vooral voor in Holland en Zeeland. Bekende ambachtsheren uit de Gouden Eeuw waren Cornelis en Andries de Graeff, Andries Bicker, Johannes Hudde en Nicolaes Witsen.
Een andere bekende ambachtsheer was Gerard Numan. Hij ontving in juli 1492 van Aartshertog Maximiliaan I van Oostenrijk een overstroomd gebied met het recht dat te bedijken, de Ambachtsheerlijkheid Cromstrijen in de Hoeksche Waard. Numan was secretaris van Maximiliaan, de benoeming tot ambachtsheer  was vanwege trouwe dienst. 